# 金鐘獎廣播綜合節目主持人獎得獎列表
綜合節目主持人獎為廣播金鐘獎曾經頒發的獎項，2019年起更名為生活風格節目主持人獎。

## 綜合節目主持人獎
| 年度 | 得獎者                                                       | 廣播作品                                           | 其他入圍者 |
| ---- | ------------------------------------------------------------ | -------------------------------------------------- | --- |
| 2005 | 張維斌（張敬） 吳文嫦（唐妮）                                | 《寶貝魔法秀》 內政部警政署警察廣播電臺            | 吳翠芬、胡蓓鵑／《菊島風情》／國防部政治作單總隊漢聲漢聲廣播電臺澎湖台 蔡振南／《南歌人生》／綠色和平台灣文化廣播電臺 蔡詩萍／《台灣e起來》／中國廣播股份有限公司 廖偉凡／《台北有愛》／臺北廣播電臺                                                              |
| 2006 | 趙玉真【趙欣】 吳正順【齊軒】                                | 《音樂精靈》 復興廣播電台                          | 秦韻曲（曲曲）、張公全（強尼）／《KISS DAY & NIGHT之KISS交通安全GO GO GO》／大眾廣播股份有限公司 蔡文祥【小蔡】／《原來在台北》／臺北廣播電臺 李維真、朱德剛／《週末大舞台》／財團法人中央廣播電臺 陳光燦【陳凱倫】／《歡樂999》／財團法人中央廣播電臺            |
| 2007 | 朱德剛 李維真                                                | 《週末大舞台》 財團法人中央廣播電臺                | 王騰懋（王一明）、張文玲（梅子）／《台灣答嘴鼓》／台灣聲音廣播興業股份有限公司 秦韻曲（曲曲）、張公全（強尼）／《KISS DAY & NIGHT之KISS交通安全GO GO GO》／大眾廣播股份有限公司 張雪芳／《台灣創意通》／國立教育廣播電臺臺北總臺 黃介文／《青春樂》／復興廣播電臺 |
| 2008 | 陳光燦(陳凱倫)                                               | 《歡樂999》 財團法人中央廣播電臺                   | 王裕仁(土豆仁)／《台灣鹹酸甜》／國立教育廣播電臺臺北總臺 王騰懋(王一明)、張文玲(梅子)／《台灣答嘴鼓》／台灣聲音廣播興業股份有限公司 林旭彬(小彬)／《KISS放輕鬆》／大眾廣播股份有限公司 張運智(Eric)、胡瓏智(小飛象)／《超級運動館》／竹科廣播股份有限公司         |
| 2009 | 袁永興                                                       | 《行動午夜場》 內政部警政署警察廣播電臺            | 王一明(王騰懋)、梅子(張文玲)／《台灣答嘴鼓》／台灣聲音廣播興業股份有限公司 朱德剛、李維真／《週末大舞台》／財團法人中央廣播電臺 小彬(林旭彬)／《KISS放輕鬆》／大眾廣播股份有限公司 張敬、唐妮、季潔／《麻辣學堂之音樂超優Show》／國立教育廣播電臺                 |
| 2010 | 阿國 琇如                                                    | 《如國俱樂部》 內政部警政署警察廣播電臺臺北總臺    | 土豆仁【王裕仁】／《台灣鹹酸甜》／國立教育廣播電臺 李立崴／《Good Morning飛碟》／飛碟廣播股份有限公司 袁永興、凌晨／《我和凌晨有個約》／內政部警政署警察廣播電臺臺北總臺 梁兄哥【梁明達】／《大千世界》／正聲廣播股份有限公司雲林廣播電臺                         |
| 2011 | 阿國 琇如                                                    | 《如國俱樂部》 內政部警政署警察廣播電臺臺北總臺    | 土豆仁【王裕仁】／《台灣鹹酸甜》／國立教育廣播電臺 王一明【王騰懋】、梅子【張文玲】／《台灣答嘴鼓》／台灣聲音廣播興業股份有限公司 吳念真／《這些人、那些事》／環宇廣播事業股份有限公司 梁兄哥【梁明達】／《活力中台灣》／正聲廣播股份有限公司臺中廣播電臺         |
| 2012 | 王一明【王騰懋】 梅子【張文玲】                              | 《台灣答嘴鼓》 台灣聲音廣播興業股份有限公司        | 吳念真、小野／《新故鄉動員令》／環宇廣播事業股份有限公司 吳若權／《媒事來哈啦》／財團法人富邦文教基金會 阿國、琇如／《如國俱樂部》／內政部警政署警察廣播電臺臺北總臺 宥耣／《宥是好心情》／內政部警政署警察廣播電臺臺北總臺                                       |
| 2013 | 曲艾玲 阮安祖                                                | 《東饗西饗 Feast Meets West》 財團法人中央廣播電臺 | 宛志蘋／《台北在飛躍》／正聲廣播股份有限公司臺北調頻廣播電臺 宥耣／《宥是好心情》／內政部警政署警察廣播電臺總臺 梁兄哥【梁明達】／《台灣我愛你》／正聲廣播股份有限公司臺中廣播電臺 排灣小蔡【蔡文祥】／《原來在臺北》／臺北廣播電臺                               |
| 2014 | 宋少卿、李維真                                               | 《週末大舞台》 財團法人中央廣播電臺                | 安達【黃裕庭】、書子【王書貞】／《傑克的豆芽菜》／內政部警政署警察廣播電臺臺北分臺 吳若權／《媒事來哈啦》／財團法人富邦文教基金會 汪國卿／《大樹下的歌聲》／正聲廣播股份有限公司臺北廣播電臺 袁常捷／《親愛的生活練習》／竹科廣播股份有限公司                     |
| 2015 | 土豆仁【王裕仁】                                             | 《用心聽台灣》 國立教育廣播電臺                    | 林書煒／《POP私房話》／台北流行廣播股份有限公司 林夢萍、王晴／《現在演哪齣》／內政部警政署警察廣播電臺 張靜宜、謝佳興／《日安 柒柒小市集》／竹科廣播股份有限公司 廖紫伶／《元氣好時光》／正聲廣播股份有限公司臺北調頻廣播電臺                                     |
| 2016 | 林夢萍、王晴                                                 | 《到底想幹嘛》 內政部警政署警察廣播電臺            | 李可【林美華】、方盈【胡悅盈】／《我們熟不熟》／高雄廣播電臺 李菁【李芝菁】、羅國盛／《央廣下午茶》／財團法人中央廣播電臺 排灣小蔡【蔡文祥】／《原來在臺北》／臺北廣播電臺 楊平世、燕子【賴素燕】／《自然有意思》／國立教育廣播電臺                               |
| 2017 | 黃丹尼【黃柏文】                                             | 《幽浮sports秀》 飛碟廣播股份有限公司              | 林潘婷、張巍瀧／《Tai Thai Family臺泰一家親》／漢聲廣播電臺臺北總臺 袁常捷／《親愛的生活練習》／竹科廣播股份有限公司 焦糖、崴爺／《飛碟大頭家》／飛碟廣播股份有限公司 楊平世、燕子【賴素燕】／《自然有意思》／國立教育廣播電臺                                    |
| 2018 | 排灣小蔡【蔡文祥】、阿美姞荷【林祝素蘭】、Vali阿昌【林金昌】 | 《原來在臺北》 臺北廣播電臺                        | 李維真／《RTI放映室》／財團法人中央廣播電臺 林夢萍、王晴／《帶刀闖江湖》／內政部警政署警察廣播電臺 黃丹尼【黃柏文】／《幽浮sports秀》／飛碟廣播股份有限公司 楊平世、燕子【賴素燕】／《自然有意思》／國立教育廣播電臺                                              |

## 外部連結
- 文化部影視及流行音樂產業局 （页面存档备份，存于）
- 第53屆廣播電視金鐘獎官方網站 （页面存档备份，存于）